# Lochleithen
Lochleithen ist ein Gemeindeteil des Marktes Mitwitz im Landkreis Kronach (Oberfranken, Bayern).

## Geographie
Der Weiler liegt am Osthang des Kostberges (449 m ü. NHN). Ein Anliegerweg führt 0,3 km östlich zu einer Gemeindeverbindungsstraße, die der Steinach entlang nach Hof an der Steinach zur B 303 (1 km nördlich) bzw. nach Horb an der Steinach führt (0,6 km südöstlich).

## Geschichte
Lochleithen gehörte ursprünglich zur Gemeinde Horb an der Steinach. Am 1. Januar 1977 wurde diese im Zuge der Gebietsreform in Bayern nach Mitwitz eingegliedert.

### Einwohnerentwicklung
| Jahr        | 001925 | 001950 | 001961 | 001970 | 001987 |
| Einwohner   | 8      | 13     | 9      | 6      | 13     |
| Wohngebäude | 2      | 2      | 2      |        | 4      |
| Quelle      | [ 4 ]  | [ 5 ]  | [ 6 ]  | [ 7 ]  | [ 1 ]  |

## Religion
Der Ort ist evangelisch-lutherisch geprägt und nach St. Matthäus (Gestungshausen) gepfarrt.